# Başkents universitet
Başkents universitet är ett turkiskt universitet, som grundades 13 januari 1994 av professor Mehmet Haberal. Universitetet ligger i Ankara, men har även universitetssjukhus och forskningscenter som på andra platser i Turkiet.